# Сариколь (Карабалицький район)
Сарико́ль (каз. Сарыкөл) — село у складі Карабалицького району Костанайської області Казахстану. Входить до складу Тогузацького сільського округу.
Населення — 295 осіб (2021; 341 у 2009, 501 у 1999, 550 у 1989).